# Prieuré Notre-Dame de Dive
Le prieuré Notre-Dame de Dive, ou prieuré du Petit Bandouille, est une ancienne celle (dépendance d'un prieuré) de l'ordre de Grandmont situé à Bandouille-sur-Dive, hameau dépendant de la commune de Saint-Martin-de-Mâcon dans le département des Deux-Sèvres.

## Description
Le prieuré se présente selon le plan traditionnel des prieurés grandmontains, c'est-à-dire un grand carré autour d'un cloître avec l'église au nord, un bâtiment à l'est avec la salle capitulaire, et le dortoir à l'étage, et des traces du bâtiment sud et du bâtiment ouest (il reste des traces du mur du pignon ouest avec la cheminée du four à pain détruit au XIXe siècle), aujourd'hui disparus. L'ensemble se trouve près de la Dive, affluent du Thouet.
L'église de style gothique angevin est en moellons de calcaire blond. C'est l'une des plus tardives de l'ordre, puisqu'elle a été achevée au milieu du XIIIe siècle. Son mur nord est appuyé par des contreforts. Elle possède une nef à deux travées de plan carré de 5 mètres de longueur pour 6 mètres de largeur plus étroite que le chœur qui s'achève par un chevet plat - ce qui est inhabituel pour l'ordre, dont les chevets sont normalement semi-circulaires. Ce mur pourrait donc être postérieur à la construction originelle de l'église. La voûte à croisées d'ogives, dont les nervures retombaient sur des culots à masques humains (dont plusieurs portaient des coiffes à mentonnières), s'est malheureusement écroulée dans les années 1960 faute d'entretien de ce qui était devenu une grange. Son portail a disparu également remplacé par une simple porte de grange. On retrouve les traces de la porte des fidèles au nord.
Le bâtiment Est recouvert d'ardoises présente une belle salle capitulaire avec trois baies à l'est et deux baies à l'ouest ; elle possède une cheminée à manteau de pierre. Elle est prolongée par la salle des frères à trois travées voûtées d'ogives éclairées d'une fenêtre à l'est. L'ancien dortoir auquel on accède par un escalier extérieur à l'angle du chapitre est éclairé par douze baies à large ébrasement dont une fenêtre à meneaux à l'est et six baies à l'ouest. Il existe une grande cheminée du XVIIe siècle.

## Histoire
Cette maison, ou « celle », est fondée en 1226 par le chapelain de l'église Saint-Médard de Thouars, du nom de Jean David, qui lui lègue tous ses biens et auxquels il ajoute une rente. La celle se trouve dans une région de marais, avec aussi des prés et des vignes, ainsi que des bois. Le vicomte Hugues de Thouars, comte de La Marche confirme ces donations ; il passe du côté des Anglais d'Henri III Plantagenêt en 1226. Le prieuré se trouve donc dans une zone frontière. Il jouit de nombreuses donations par la suite. En 1295, il comprenait cinq frères prêtres en plus des frères convers. En 1317, Notre-Dame de Dive est rattaché au prieuré du Grand Bandouille, aux bâtiments plus petits et plus anciens et aux propriétés plus étendues.
L'élection du prieur général de l'ordre, Guillaume de Fumel, en 1437, imposée par Charles VII n'est pas acceptée par les certains grandmontains qui s'assemblent à Dive pour élire un religieux du Périgord, Pierre de Brussac, qui est alors prieur de la maison du Bois de Vincennes. À cette époque la région est traversée de bandes de pillards. Plus tard la maison et ses possessions sont affermées. La conventualité cesse. Le régime de la commende crée des difficultés ; au milieu du XVIIe siècle, Dive est à moitié ruiné. En 1730, l'abbé de La Guérinière décrit ainsi la correctorerie de Dive à l'Assemblée générale du clergé de France : « Des biens et revenus qu’il possède à cause de la corrrectorerie [sic] de Dives, alias Bandouille, située au dit diocèse de Poitiers, unie à perpétuité depuis 1338 à la dite abbaye chef d'Ordre de Grandmont. Les dits biens et revenus consistent en une église voûtée, couverte d’ardoise et assez spacieuse; en trois autres corps de logis d’anciens bâtiments qui composaient autrefois les réfectoires, le chapitre, le dortoir et toutes les commodités d’une communauté, avec son cloître quarré dans l’interstice de l’église et de ces trois corps de logis. Une basse-cour garnie de granges, étables et autres bâtiments nécessaires pour une métairie de quatre bœufs. Un jardin avec un clos anciennement planté en vigne, et à présent en terre labourable renfermée de murs. Des marais, bois taillis et quelques terres labourables, pêcheries, chasses, cens, dîmes », ainsi que trois autres domaines, etc. Le service divin est toujours maintenu à l'église et le prieur doit venir y résider quelques jours par an, même si la conventualité est supprimée depuis des siècles.
L'ordre est supprimé en 1772, mais le dernier prieur général, l'abbé François-Xavier Mondain de La Maison-Rouge, multiplie les recours. Il garde la mense priorale jusqu'en 1780. Dive est donné (avec le Grand Bandouille) comme bénéfice à Dom Daguerre, rival de l'abbé général et contrairement à ce dernier Daguerre est favorable au dépeçage des propriétés de l'ordre qui sont attribuées notamment aux diocèses par Loménie de Brienne. Quelques années plus tard, le prieuré est vendu comme bien national à la Révolution.
Aujourd'hui, c'est une propriété privée agricole qui ne se visite pas.